# Syrrhopodon langbianensis
Syrrhopodon langbianensis là một loài rêu trong họ Calymperaceae. Loài này được Tixier W.D. Reese mô tả khoa học đầu tiên năm 1993.